# Département du Petén
Le département du Petén (en espagnol : Departamento del Petén) est l'un des 22 départements du Guatemala. C'est le département le plus au nord du pays et aussi le plus vaste, comptant, avec une superficie de près de 33 566 km2, pour près d'un tiers du territoire guatémaltèque. 
Il fait partie des provinces frontalières du Guatemala qu'il partage avec deux pays.  À l'ouest et au nord, la frontière internationale est partagée avec le Mexique, jouxtant d'ouest en est les États fédéraux mexicains du Chiapas, du Tabasco, du Campèche et du Quintana Roo. 
À l'est, la frontière rectiligne court le long du Bélize, ex Honduras britannique. 
Deux départements seulement du Guatemala ont des limites administratives avec le Petén; au sud-est, celui d'Izabal et au sud, celui d'Alta Verapaz.
La capitale, Flores, est située près de l'ancienne cité maya de Tikal. 
La population était, en 2007, d'environ 367 000 personnes, vivant dans des localités disséminées à travers de vastes étendues de forêt vierge.

## Histoire
Le Petén fut un foyer d'architecture rituelle de la civilisation maya autour de 500 avant notre ère. El Mirador est le site le plus important de l'ère maya préclassique ; Civall en est un autre exemple. Plus tard, le Petén devint un foyer de la civilisation maya classique (200-900). On estime la population du Petén autour de 750 000 à plusieurs millions de personnes, ce qui fait de la région une des plus peuplées à l'époque. Des estimations de la densité vont jusqu'à 1 000 hab/km2. L'agriculture était très extensive et on dispose d'indices montrant que la région fut ruinée par une gestion non durable des ressources. La famine qui suivit fut un facteur important de l'effondrement des États mayas de la région. On évalue une diminution de population de 2/3 entre les milieux du IXe et du Xe siècle. 
D'importantes traces de la civilisation maya classique subsistent à Tikal, Holmul, Machaquila, Naranjo, Nakum, Piedras Negras, Ceibal, Uaxactun, Yaxha et Naachtun.
Après l'effondrement de la période classique, la population continua à baisser, surtout après l'introduction de la variole par les explorateurs européens. Cette maladie arriva autour de 1519-1520, quelques années avant l'arrivée des premiers européens. Hernán Cortés dirigea, en 1524-1525, la première expédition à traverser le Petén et rapporta que la région était surtout composée de petits hameaux isolés par d'épaisses forêts. Tayasal était la seule grande ville.
Le Petén ne reçut plus de visite après celle de Cortés jusqu'à ce qu'une expédition, partie du Yucatán, réussisse à conquérir Tayasal, le dernier État maya indépendant, à la fin du XVIIe siècle.
La ville espagnole de Flores fut fondée sur le site de Tayasal, mais elle resta très isolée durant la période coloniale et après l'indépendance du Mexique et de l'Amérique centrale. Lorsque, dans les années 1840, le président du Guatemala, Rafael Carrera, envoya une petite force militaire à Flores pour réclamer la souveraineté sur la région, le gouvernement du Mexique et du Yucatan décidèrent que la région ne valait pas la peine de contester.
Dans les années 1960, le gouvernement du Guatemala offrit des terres du Petén à tous les citoyens désireux de s'établir et de payer une redevance de 25 dollars. Une route non pavée vers Flores fut tracée et le trajet de 500 km jusqu'à Flores pouvait prendre 24 heures. De petits aéroports furent construits à Flores et à Tikal, ce qui amena des touristes vers la région. Au début des années 1970, une route fut construite entre Tikal et Bélize.
La première rue pavée du Petén fut construite en 1982.
En 1982, sous le régime du général putschiste Efrain Rios Montt, des troupes gouvernementales massacrèrent 201 paysans dans un village du département.
Depuis les années 1990, de nombreux colons sont venus s'installer dans la région, ce qui entraîna un important phénomène de déforestation.

## Environnement
Les forêts du département ont perdu 35 % de leur superficie entre 1990 et 2016.

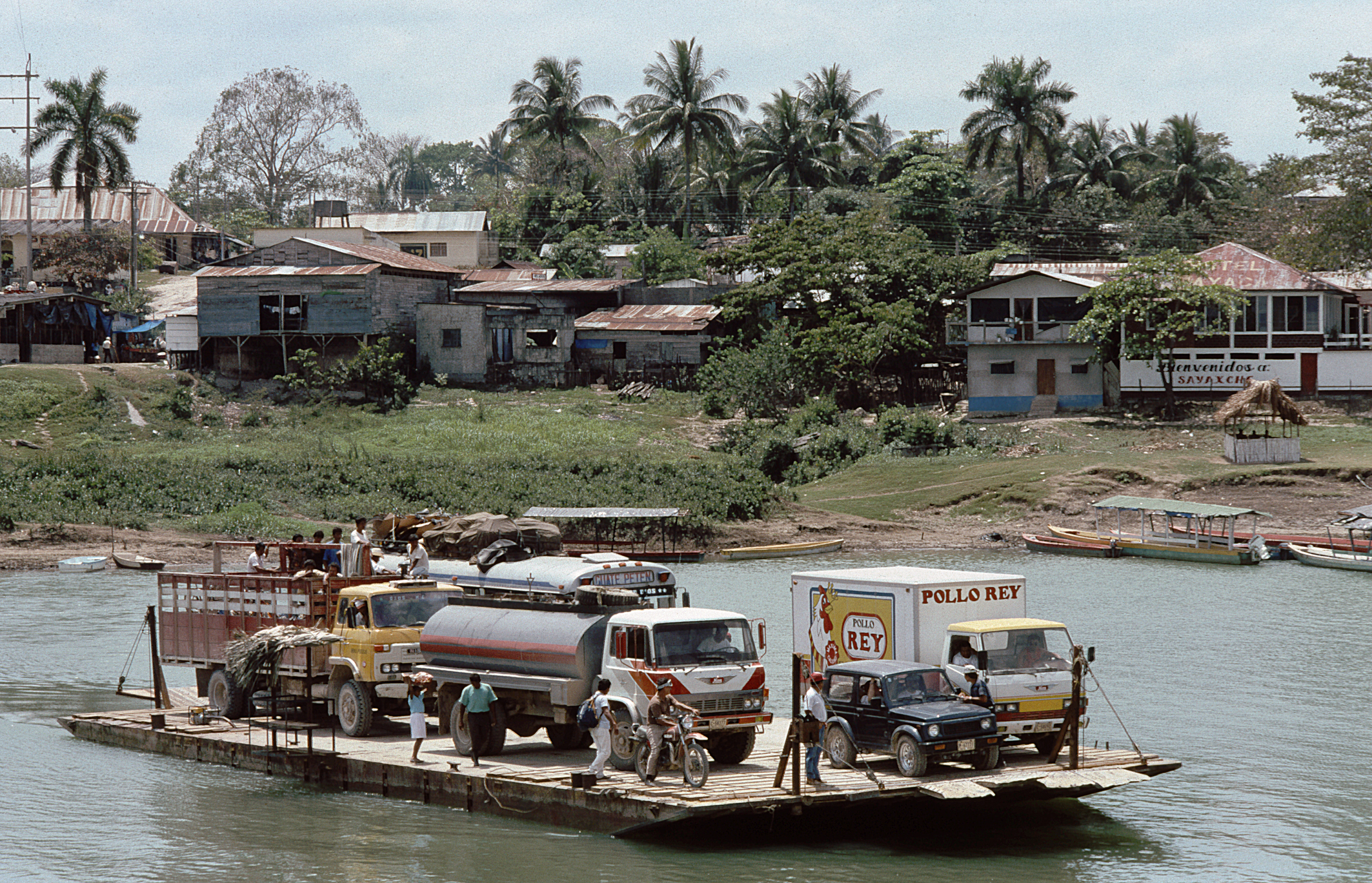
Traversier traversant la Rivière Pasión à Sayaxché

## Municipalités
Le Petén comprend les municipalités suivantes, avec leur population en 2000 :
1. Dolores – 26 269
2. Flores – 22 594
3. La Libertad – 79 416
4. Melchor de Mencos – 23 813
5. Poptún – 30 386
6. San Andrés – 15 103
7. San Benito – 23 752
8. San Francisco – 8 066
9. San José – 3 602
10. San Luis – 44 903
11. Santa Ana – 7 792
12. Sayaxché – 47 693